# Ugarte (entreprise)
 (décembre 2016).
Pour les articles homonymes, voir Ugarte.
Ugarte, fondée comme Carrocerías Ugarte par Fernando Ugarte en 1989, est une entreprise argentine de production d’autobus. Ugarte est le principal fabricant de bus en Argentine.